# 北条義宗
北条 義宗（ほうじょう よしむね）は、鎌倉時代中期の北条氏一門。赤橋 義宗（あかはし よしむね）とも称される。鎌倉幕府第6代執権・北条長時の嫡男。赤橋流北条氏第2代当主。

## 生涯
叔父・北条時茂の没後、その後任として六波羅探題北方となった。着任早々の文永9年（1272年）に執権・北条時宗の命により時宗の異母兄・北条時輔追討を命じられ、二月騒動で討ち取る。同年には嫡子の久時が生まれた。建治2年（1276年）に鎌倉に下向、翌年評定衆に任ぜられるがまもなく没した。享年25。

## 経歴
※日付＝旧暦
- 1268年（文永5）12月16日、従五位下に叙し、左近衛将監に任官。
- 1271年（文永8）11月27日、幕府の六波羅探題北方として赴任。
- 1276年（建治2）12月4日、六波羅探題を退任。
- 1277年（建治3）6月17日、駿河守に転任し、評定衆と就る。8月17日、卒去。

## 備考
- 最後（16代目）の執権・北条守時、鎮西探題となった北条英時、足利尊氏正室の赤橋登子は孫にあたる。義宗が若くして死去したため、いずれも義宗死後に生まれていることになる。
- 諱の「宗」の字は、元服時に将軍・宗尊親王より偏諱を受けたものとされる。赤橋流北条氏は、北条氏一門において得宗家に次ぐ高い家格を有しており、得宗家の当主以外では赤橋流北条氏の当主だけが元服時に将軍を烏帽子親としてその一字を与えられる特権を許されていた[1]。執権・得宗家当主の北条時宗と同じく「宗」の字を二文字目においているのもこれによるものであり、これに伴って（時宗と同名を避けるため）1文字目には通字の「時」ではなく、曾祖父・北条義時の1字である「義」を使用している。

## 関連作品
- 『北条時宗』（NHK大河ドラマ、2001年） - 演：宮迫博之